# Lijst van Alarmschijven in 1997
Deze hits waren in 1997 Alarmschijf op Radio 538:
| Nr.  | Datum        | Artiest                                               | Titel                                                            | Hoogste positie in Top 40 |
| ---- | ------------ | ----------------------------------------------------- | ---------------------------------------------------------------- | ------------------------- |
| -    | 4 januari    | geen Alarmschijf                                      | geen Alarmschijf                                                 | geen Alarmschijf          |
| 1397 | 11 januari   | Madonna                                               | Don't Cry For Me Argentina                                       | 3                         |
| 1398 | 18 januari   | No Mercy                                              | When I Die                                                       | 1(4wk)                    |
| 1399 | 25 januari   | NSYNC                                                 | I Want You Back                                                  | 13                        |
| 1400 | 1 februari   | BN'ers Voor BNN                                       | Hij gaat voor C!                                                 | 3                         |
| 1401 | 8 februari   | Charly Lownoise & Mental Theo                         | Party                                                            | 6                         |
| 1402 | 15 februari  | Backstreet Boys                                       | Anywhere For You                                                 | 5                         |
| 1403 | 22 februari  | René Froger & Anita Doth                              | That's When I'll Stop Loving You                                 | 19                        |
| 1404 | 1 maart      | The Kelly Family                                      | Fell in Love with an Alien                                       | 3                         |
| 1405 | 8 maart      | Spice Girls                                           | Mama / Who Do You Think You Are                                  | 2                         |
| 1406 | 15 maart     | Captain Jack                                          | Together and Forever!                                            | 20                        |
| 1407 | 22 maart     | Eternal                                               | Don't You Love Me                                                | 12                        |
| 1408 | 29 maart     | Lutricia McNeal                                       | Ain't That Just the Way                                          | 2                         |
| 1409 | 5 april      | Flamman & Abraxas                                     | I'll Be Your Only Friend                                         | 4                         |
| 1410 | 12 april     | The Course                                            | Ain't Nobody                                                     | 15                        |
| 1411 | 19 april     | No Doubt                                              | Just a Girl                                                      | 11                        |
| 1412 | 26 april     | Michael Jackson                                       | Blood On The Dance Floor                                         | 4                         |
| 1413 | 3 mei        | The Bloodhound Gang                                   | Fire Water Burn                                                  | 4                         |
| 1414 | 10 mei       | No Mercy                                              | Please Don't Go                                                  | 6                         |
| 1415 | 17 mei       | Katrina & The Waves                                   | Love Shine a Light                                               | 4                         |
| 1416 | 24 mei       | Babyface & Stevie Wonder                              | How Come, How Long                                               | 2                         |
| 1417 | 31 mei       | The Magnificent Four                                  | Get Close to You                                                 | 16                        |
| 1418 | 7 juni       | En Vogue                                              | Whatever                                                         | 22                        |
| 1419 | 14 juni      | Skunk Anansie                                         | Brazen Weep                                                      | 19                        |
| 1420 | 21 juni      | Marco Borsato & Trijntje Oosterhuis                   | Wereld Zonder Jou                                                | 3                         |
| 1421 | 28 juni      | Charly Lownoise & Mental Theo                         | Just Can't Get Enough                                            | 11                        |
| 1422 | 5 juli       | Guus Meeuwis & Vagant                                 | Ik tel tot 3                                                     | 16                        |
| 1423 | 12 juli      | Coolio                                                | C U When U Get There                                             | 9                         |
| 1424 | 19 juli      | Backstreet Boys                                       | Everybody (Backstreet's Back)                                    | 4                         |
| 1425 | 26 juli      | Will Smith                                            | Men in Black                                                     | 2                         |
| 1426 | 2 augustus   | Savage Garden                                         | I Want You                                                       | 22                        |
| 1427 | 9 augustus   | 2 Brothers on the 4th Floor                           | I'm Thinkin' of U                                                | 10                        |
| 1428 | 16 augustus  | No Mercy                                              | Kiss You All Over                                                | 18                        |
| 1429 | 23 augustus  | Blackstreet & Ol' Dirty Bastard & Slash               | Fix                                                              | 9                         |
| 1430 | 30 augustus  | Hanson                                                | Where's the Love                                                 | 15                        |
| 1431 | 6 september  | Aqua                                                  | Barbie Girl                                                      | 1(1wk)                    |
| 1432 | 13 september | Boyz II Men                                           | 4 Seasons of Loneliness                                          | 9                         |
| 1433 | 20 september | Elton John                                            | Something About the Way You Look Tonight /Candle In The Wind '97 | 1(5wk)                    |
| 1434 | 27 september | Janet Jackson & Q-Tip & Joni Mitchell                 | Got 'til It's Gone                                               | 6                         |
| 1435 | 4 oktober    | Backstreet Boys                                       | As Long as You Love Me                                           | 4                         |
| 1436 | 11 oktober   | Sash! & La Trec                                       | Stay                                                             | 6                         |
| 1437 | 18 oktober   | Dario G                                               | Sunchyme                                                         | 8                         |
| 1438 | 25 oktober   | LL Cool J                                             | Phenomenon                                                       | 16                        |
| 1439 | 1 november   | Puff Daddy & The Family & The Notorious B.I.G. & Ma$e | Been Around the World                                            | 22                        |
| 1440 | 8 november   | Aqua                                                  | Doctor Jones                                                     | 3                         |
| 1441 | 15 november  | Solid HarmoniE                                        | I'll Be There For You                                            | 7                         |
| 1442 | 22 november  | The Prodigy                                           | Smack My Bitch Up                                                | 19                        |
| 1443 | 29 november  | Various Artists                                       | Perfect Day                                                      | 7                         |
| 1444 | 6 december   | Tank                                                  | Can U Feel the Bass?                                             | 34                        |
| 1445 | 13 december  | Spice Girls                                           | Too Much                                                         | 15                        |
| 1446 | 20 december  | Natalie Imbruglia                                     | Torn                                                             | 2                         |
| 1447 | 27 december  | 5ive                                                  | Slam Dunk (Da Funk)                                              | 10                        |

1969 ·
1970 ·
1971 ·
1972 ·
1973 ·
1974 ·
1975 ·
1976 ·
1977 ·
1978 ·
1979 ·
1980 ·
1981 ·
1982 ·
1983 ·
1984 ·
1985 ·
1986 ·
1987 ·
1988 ·
1989 · 
1990 · 
1991 · 
1992 · 
1993 · 
1994 · 
1995 · 
1996 · 
1997 · 
1998 · 
1999 · 
2000 · 
2001 · 
2002 · 
2003 · 
2004 · 
2005 · 
2006 · 
2007 · 
2008 · 
2009 ·
2010 ·
2011 ·
2012 ·
2013 ·
2014 ·
2015 ·
2016 ·
2017 ·
2018 ·
2019 ·
2020 ·
2021 ·
2022 ·
2023 ·
2024 ·
2025